# St-Maurice (Lille)

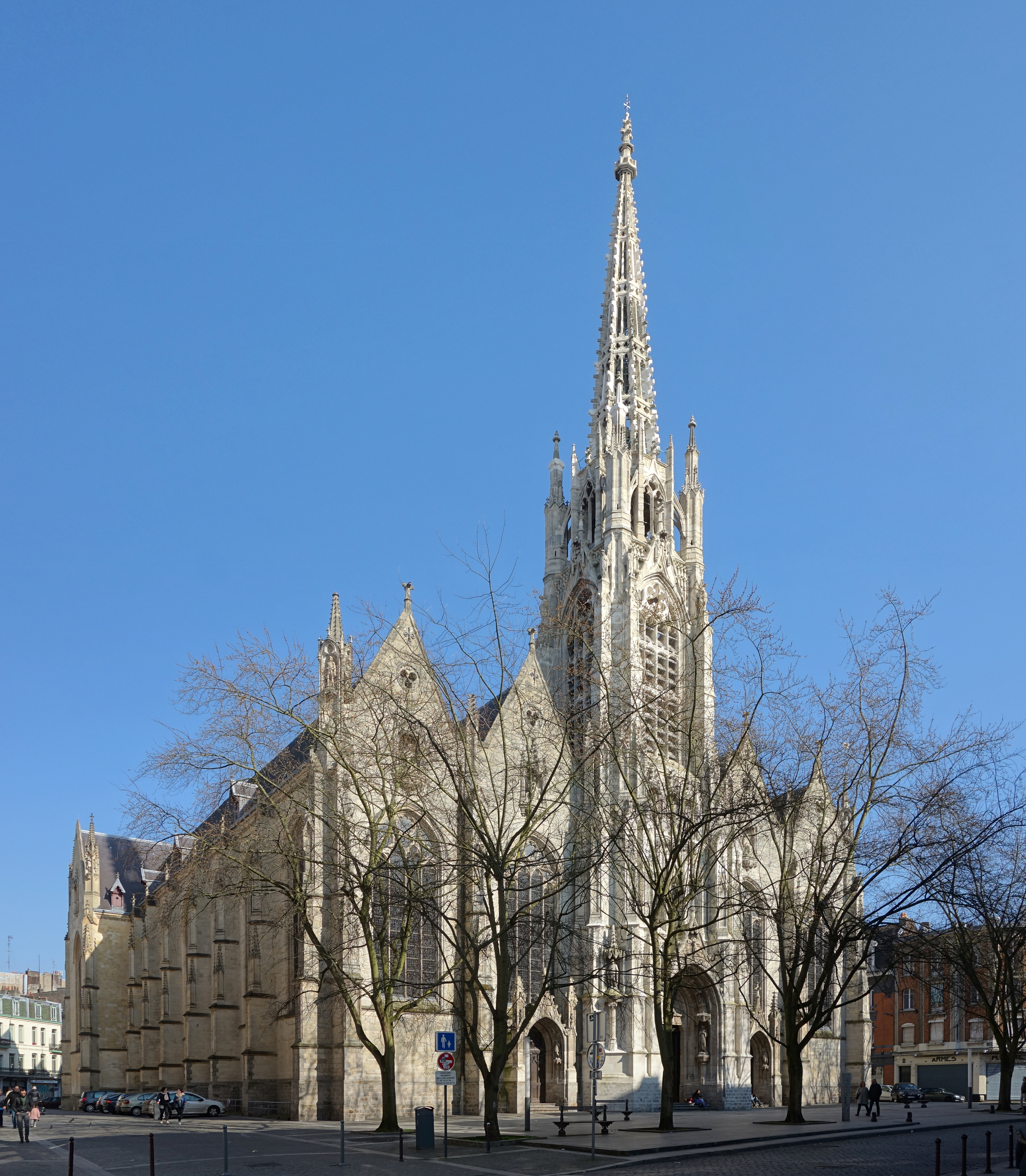
Kirche St-Maurice in Lille

Die Kirche St. Maurice ist eine römisch-katholische Pfarrkirche in Lille in Frankreich. Die fünfschiffige spätgotische Hallenkirche mit Chorumgang ist reich ausgestattet. Die Kirche ist seit 1840 als Monument historique klassifiziert.

## Lage und Patrozinium
Die Kirche liegt wenige Schritte westlich des Bahnhofs Lille-Flandres an der Rue Pierre Mauroy. Sie ist zu Ehren des heiligen  Mauritius (Moritz) geweiht und bildet mit zwei anderen Kirchen die Paroisse Saint-Eubert à Lille-Centre (Pfarrei des heiligen Eubert von Lille, † um 300).

## Geschichte

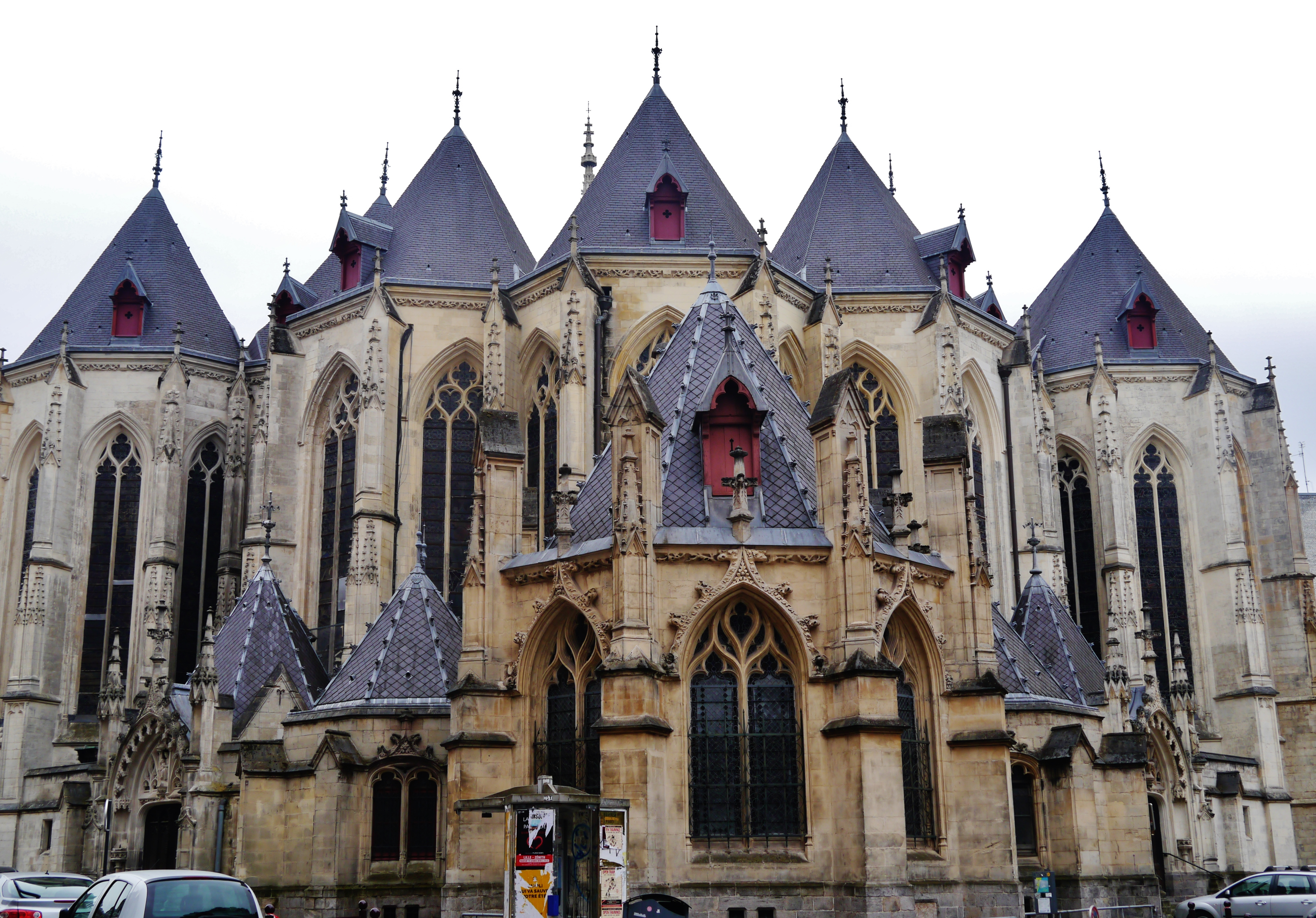
Kirche St-Maurice in Lille

Die Bauarbeiten begannen 1420 und erstreckten sich bis 1623. Im 19. Jahrhundert vollendete der Architekt Philippe Canissié (1799–1877) den Westteil des Schiffs und baute den Glockenturm, beides im ursprünglichen Stil der Flamboyantgotik. Die fünf Schiffe mit Querhaus und Chor (12 Joche in der Länge), allesamt mit gleicher Gewölbehöhe, getragen von 48 in der Halle verteilten Säulen, bilden einen eindrucksvollen Kirchenraum.

## Ausstattung

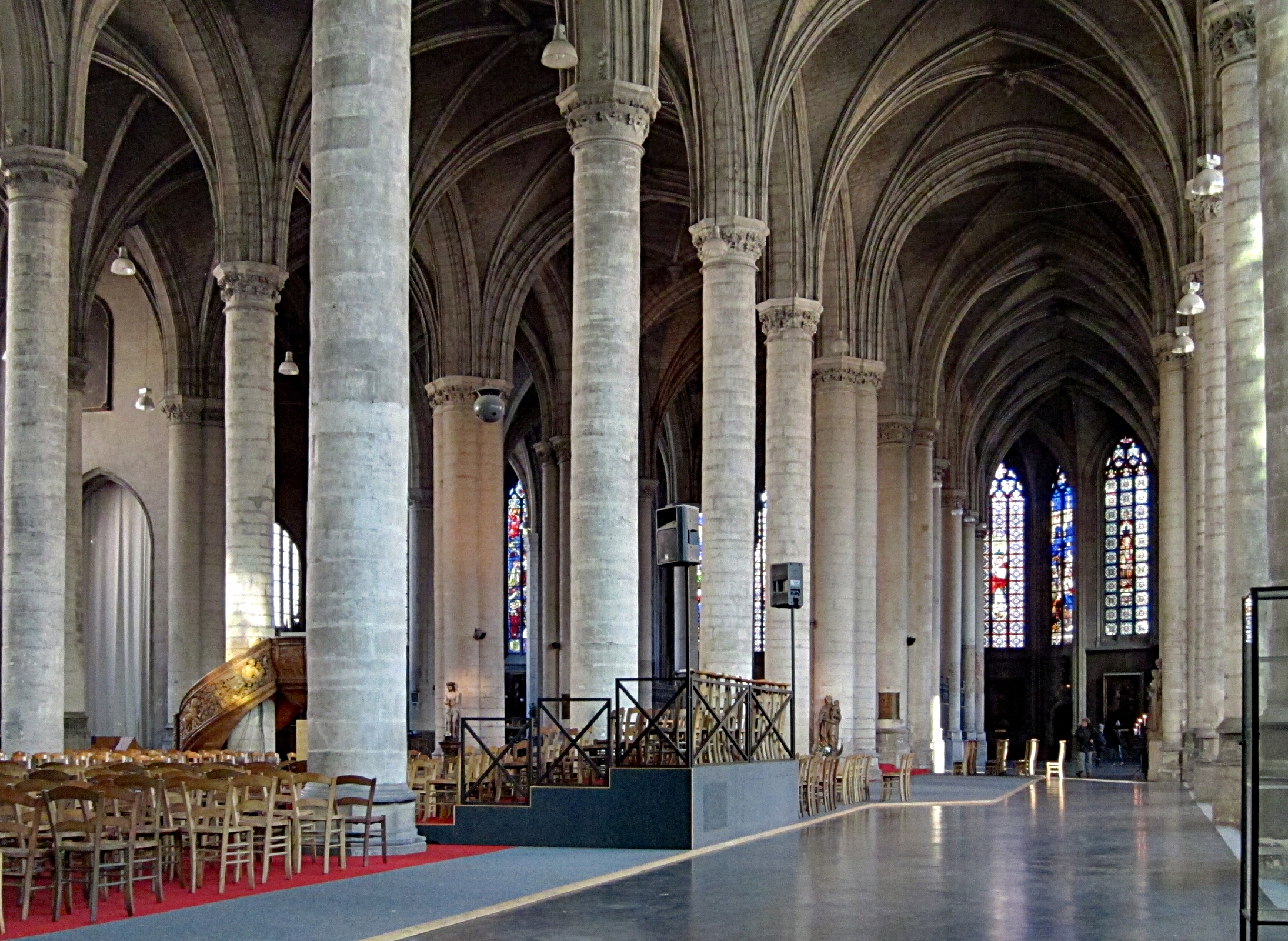
Kirche St-Maurice in Lille

Die Figuren des Tympanon um St. Mauritius zu Pferd (1874) stammen von Henri Biebuyck (1835–1907). Mehrere weitere äußere Figurengruppen sind sein Werk oder das von Jules Victor Heyde. Im Innern stammt die Petrus-Figur von Théophile Bra (1797–1863), die Muttergottes mit Kind (17. Jahrhundert) aus dem flämischen Raum.
Die Kirche birgt einen Teil der sterblichen Überreste des 1820 ermordeten Duc de Berry. Das im linken Querhauschor befindliche Denkmal ist ein Werk von Victor Leplus (1798–1851), Antoine-François Peyre und Edme Etienne Gois (1767–1836). Von 1831 bis 1980 war es abgebaut. Ihm gegenüber steht eine Statue des Christus im Elend (Christ souffrant, auch: Dieu de Pitié) von 1663.

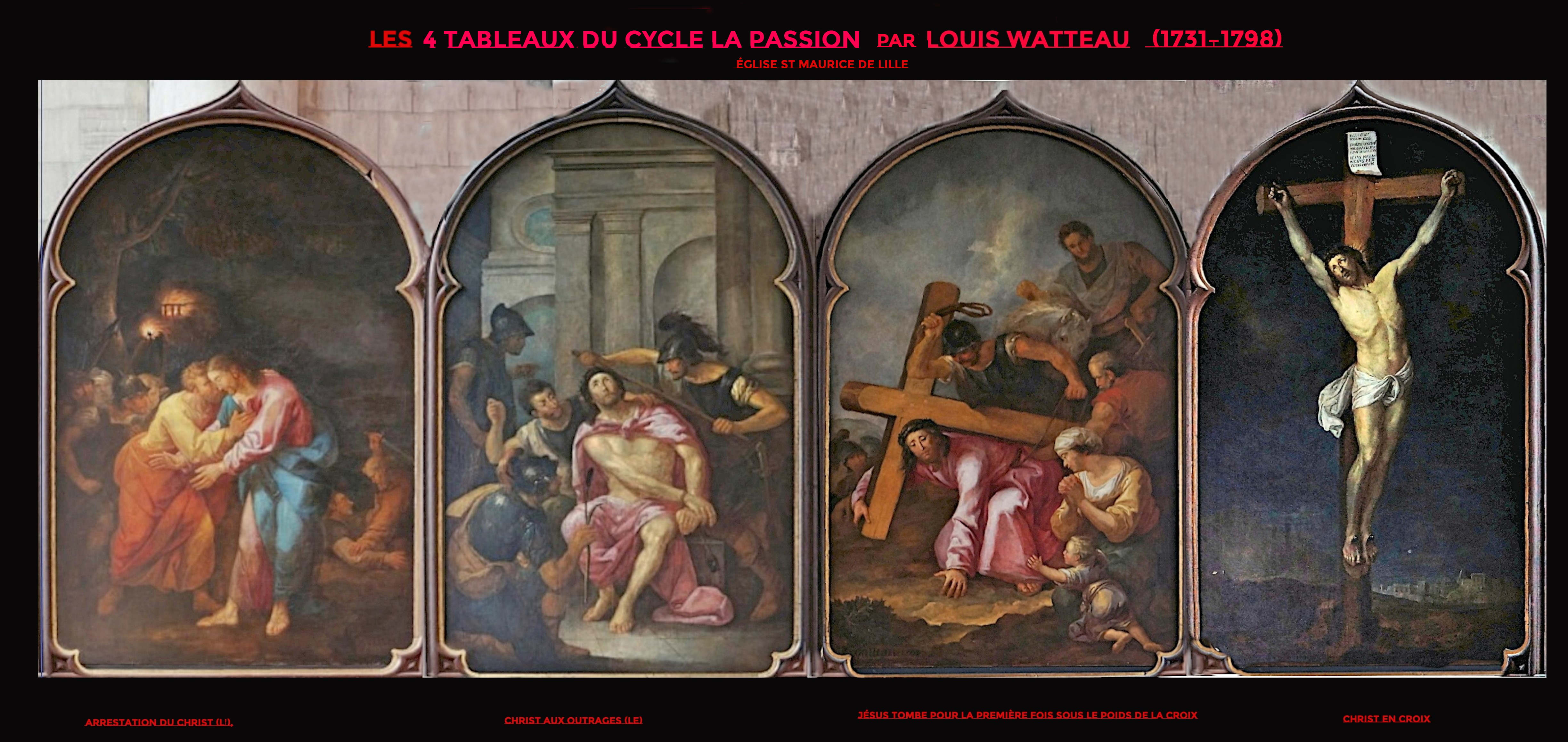
Die 4 Gemälde des Passionszyklus von L. Watteau (1767)

Das dazugehörige Kirchenfenster (1931) von Pierre Turpin (1871–1944) zeigt die Passion Christi. Weitere Glasmalereien sind: Abstieg in die Vorhölle (1858) des Kölners Stephen Martin (* 1815) und vor allem die Chorfenster (1859–1861) des Malers Victor Mottez (1809–1897), angefertigt von Charles Gaudelet (1817–1870).
Die Kirche besitzt zahlreiche Gemälde. Das älteste ist die Darstellung von St. Mauritius zu Pferd aus dem 16. Jahrhundert. Vier Passionsbilder stammen von Louis Joseph Watteau (1731–1798). Jakob van Oost der Jüngere stellte 1668 Karl Borromäus im Gebet für die Pestopfer dar, 1679 Teresa von Ávila bei der Transverberations-Vision und 1697 die Flucht nach Ägypten. Bernard Gaillot (1780–1847) malte 1824 die Befreiung aus dem Fegefeuer. Wandmalereien stammen von 1603. Bruno Chérier (1817–1880) malte 1857 das Zentralgewölbe mit musizierenden Engeln aus.
Der neugotische Hochaltar stammt von 1865, die beiden Figurengruppen (Abendmahl und Ölberg) von Charles Buisine-Rigot (1820–1893).
Auf der Empore steht eine Delmotte-Orgel von 1877 mit 48 Registern, auf der Louis Vierne als Kind das Orgelspiel erlernte. Eine zweite Orgel (von Joseph Merklin, 1882) mit 13 Registern steht im Chor.